# Anzendorf (Gemeinde Schollach)
Anzendorf ist eine Ortschaft und eine Katastralgemeinde der Gemeinde Schollach im Bezirk Melk in Niederösterreich.

## Geografie
Das Dorf liegt nördlich unterhalb der Schallaburg und wird vom Schallabach durchflossen.

## Geschichte
Urkunden aus der Zeit um 880, als die Grafschaft Schalla gegründet wurde, erwähnen auch den Ort Anzendorf und zeigen, dass die Geschichte des Ortes eng mit der Schallaburg verbunden ist. In einer Schenkungsurkunde für das Kloster Stift Göttweig aus 1100 wird der Ort als Ancindorf genannt. Der Ortsname weist auf einen Mann namens „Anzo“ hin. Ein Chunrad von Anzendorf kommt in einer Urkunde aus dem Jahr 1251 als Zeuge vor.
Im Jahr 1822 wurde der Ort als Dorf mit 29 Häusern genannt, das nach Loosdorf eingepfarrt war, wohin auch die Kinder eingeschult wurden. Die Herrschaft Schallaburg besaß die Ortsobrigkeit, übte die Landgerichtsbarkeit aus, besorgte die Konskription und hatte die Grundherrschaft inne. Laut Adressbuch von Österreich waren im Jahr 1938 in der Ortsgemeinde Anzendorf ein Gastwirt, ein Gemischtwarenhändler, ein Schmied, ein Schneider, zwei Schuster, ein Tischler und mehrere Landwirte ansässig.
Nach der NÖ. Kommunalstrukturverbesserung erfolgte 1970 die Gemeindezusammenlegung mit der Gemeinde Schollach.

## Bürgermeister
Die Bürgermeister der ehemaligen Gemeinde waren:
- 1850–1882 Franz Weischner
- 1882–1898 Ignaz Sterkl
- 1898–1909 Josef Kopatz
- 1919–1924 Karl Holzapfel
- 1924–1938 Leopold Parzer
- 1938–1943 Martin Jelen
- 1943–1944 Anton Schellenbacher
- 1944–1944 Karl Gleiß
- 1944–1949 Franz Mayerhofer
- 1949–1960 Josef Schirz
- 1960–1970 Anton Anerl
- 1970–1970 Karl Schirgenhofer

## Sehenswürdigkeiten
- Ortskapelle, rechteckiger Sakralbau mit Spitzbogenfenstern, Satteldach und vorgestellten Turm mit Spitzhelm